# François Rabelais
François Rabelais (wym. [fʀãswa ʀabəlɛ]; ur. ok. 1494 w La Devinière koło Chinon, zm. 9 kwietnia 1553 w Paryżu) – francuski pisarz satyryczny, duchowny i lekarz. Wszechstronnie wykształcony, przyjaciel wielu ówczesnych humanistów europejskich, autor jednej książki pt. Gargantua i Pantagruel.

## Życiorys
Jego życiorys nie jest w pełni ustalony. Urodził się w La Devinière koło Chinon w Turenii, jako rok urodzenia wymienia się 1483, 1490 i 1495. Według jednych jego ojciec był aptekarzem, według innych urzędnikiem lub oberżystą. Nauki rozpoczął u benedyktynów, a kontynuował u franciszkanów w okolicach Angers. Wstąpił do konwentu franciszkańskiego w Fontenay-le-Comte, gdzie pozostawał przez piętnaście lat i przyjął święcenia kapłańskie, ale duch jego zakonu nie sprzyjał wtedy studiom cenionym przez renesans i ku którym on sam się skłaniał – opuścił więc konwent. Dzięki pośrednictwu biskupa Geoffroya d'Estissac otrzymał zgodę papieża Klemensa VII na zmianę: dołączył do benedyktyńskiego opactwa Maillezais. W 1530 był studentem medycyny w Montpellier, w następnych latach profesorem anatomii w Lyonie i głównym lekarzem szpitala Pont-du-Rhône. W Lyonie przebywał w towarzystwie Doleta i Marota, został też ojcem dziecka, które jednak wcześnie umarło. W 1534 kardynał Jean du Bellay sprowadził go do Rzymu jako lekarza, a w 1536 Rabelais otrzymał od papieża Pawła III indult zwalniający go z obowiązków zakonnych i zezwalający uprawiać zawód medyka. W następnym roku Rabelais otrzymał tytuł doktora medycyny w Montpellier. Prowadził odtąd życie wędrowne. W 1541 był lekarzem Guilliaume'a du Bellay. Prawdopodobnie z obawy, że jego dzieła mogą ściągnąć na niego przykre konsekwencje, w 1546 przeniósł się do Metzu, gdzie jego usługi lekarskie opłacało miasto. Tam roztoczył nad nim opiekę kardynał Jean du Bellay. Rabelais cieszył się wówczas poparciem nie tylko z jego strony, ale także jego brata Guilliaume'a, rodzin Chatillon, Montmorency, Gwizjuszów oraz Diany de Poitiers.
Autor dzieła już niezmiernie za jego życia popularnego, a zarazem potępionego przez środowisko paryskiej Sorbony – powieści Gargantua i Pantagruel (wydanej w pięciu księgach, drukowanych od 1532 roku; ostatnia z ksiąg wydana pośmiertnie w roku 1564).
Jego ostatnie słowa miały brzmieć Spuśćcie kurtynę, farsa skończona lub Udaję się na poszukiwanie wielkiego Być Może. Nie ma jednak pewności, czy którakolwiek z tych wersji jest autentyczna.